# Židé na Slovensku
Židovská populace na území dnešního Slovenska existuje od 11. století. Většina židovské populace (přibližně 70 000 osob) byla zdecimována v období Slovenského štátu za druhé světové války. V roce 2001 na Slovensku žilo 2 310 osob hlásících se k judaismu, což představuje nárůst v řádu stovek od roku 1991. (Vedle toho žijí na Slovensku samozřejmě i etničtí Židé, kteří se k judaismu nehlásí.)

## Historie

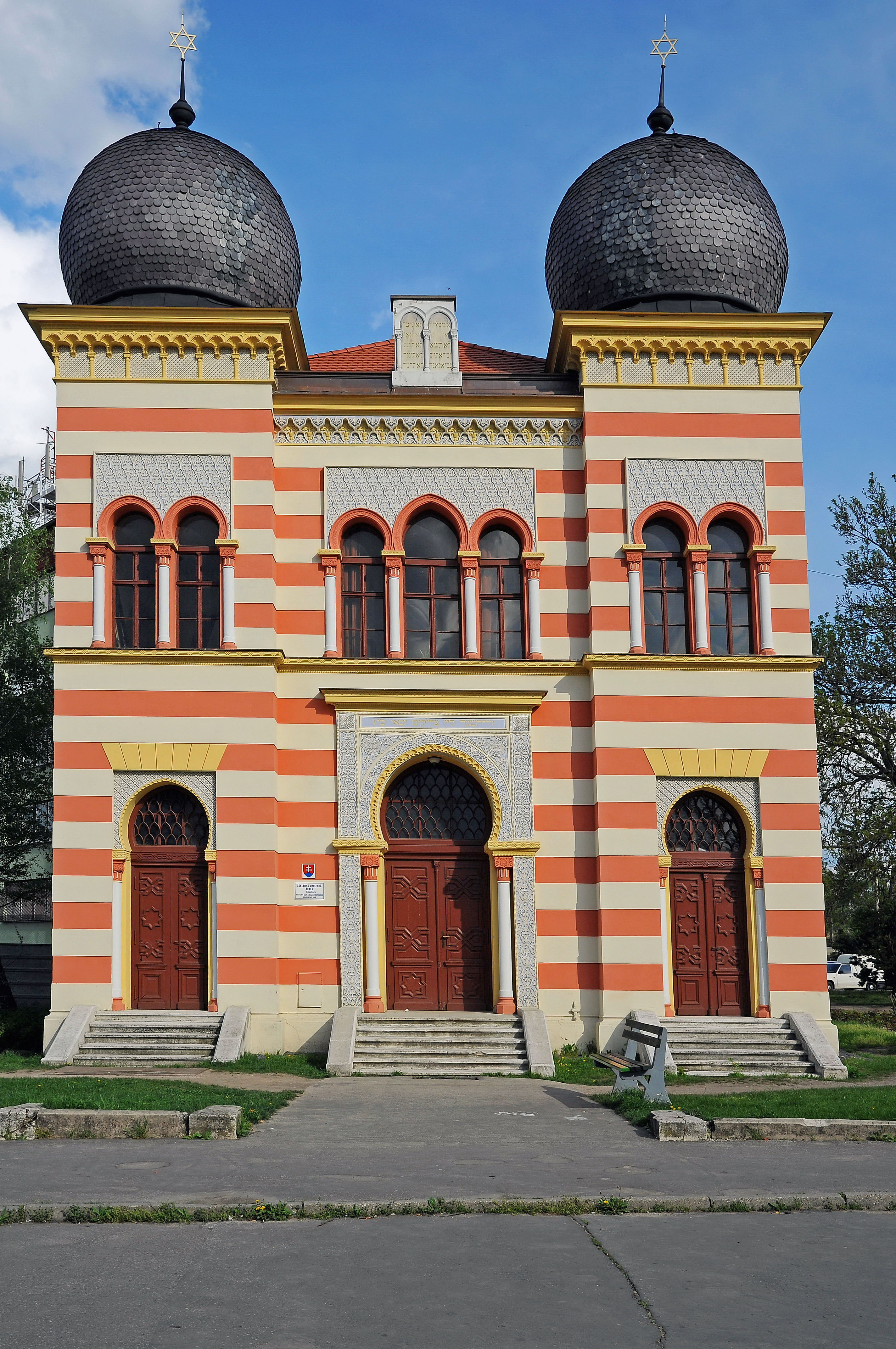
Synagoga v Malackách

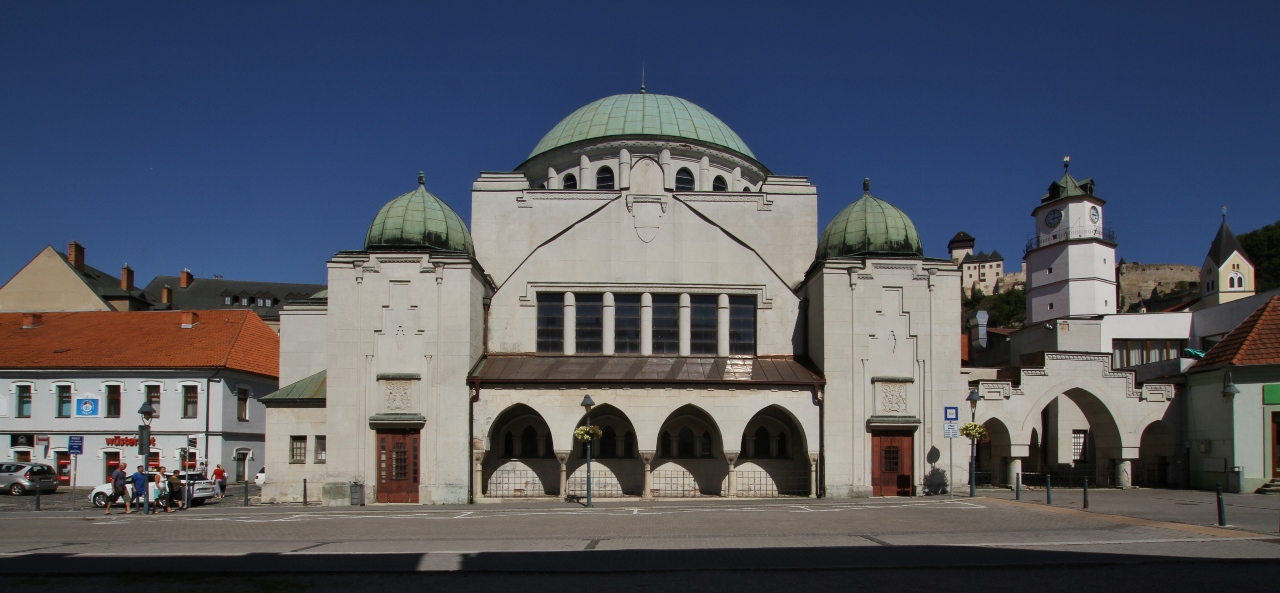
Synagoga v Trenčíně

### Nejstarší dějiny a středověk
První zmínky o židovském osídlení na území dnešního Slovenska se objevují v 11. století.
Ve 14. století žilo v Bratislavě asi 800 Židů. Většina z nich se zabývala obchodováním a poskytováním finančních služeb. Na počátku 15. století byl založen židovský hřbitov v Tisinci, který byl v užívání do roku 1892.
V roce 1494 bylo šestnáct Židů obviněno z rituální vraždy a následně upáleno na hranici v Trnavě. V roce 1526 po bitvě u Moháče byli Židé vyhnáni ze všech velkých měst v Uhrách. V roce 1529 bylo třicet Židů upáleno na hranici v Pezinku.
Na konci 17. a počátku 18. století se Židé začali navracet do měst a začaly se utvářet první židovské obce, které však byly prozatím vyloučeny z mnoha odvětví a navíc se stávaly oběťmi nenávisti ze strany domácího nežidovského obyvatelstva. V roce 1683 několik stovek Židů uprchlo před kuruckými nepokoji a omezeními do Uher z Moravy. Roku 1700 byla v Bratislavě založena ješiva a schválena zemskými úřady.
Situace Židů ve celém Uherském království ze výrazně zlepšila v roce 1782, kdy byl vydán toleranční patent císaře Josefa II. Tato listina přinesla Židům, stejně jako ostatním menšinám, řadu občanských svobod a práv. Byl tak zahájen proces postupného zrovnoprávňování Židů v rámci uherské společnosti. Dokument obsahoval nařízení, která zlepšila celkové právní postavení Židů usnadnil jim přístup k řemeslům, průmyslové výrobě a k výkonu svobodných povolání. Z hlediska budoucnosti bylo důležité, že bylo reálně všem obyvatelům umožněno získat světské vzdělání.
Zákonem z roku 1840 umožnila uherská vláda Židům usídlovat se ve městech, s výjimkou báňských a zrušila další hospodářská omezení. To umožnilo Židům se začlenit mezi měšťanstvo. Dalším mezníkem byla revoluční léta 1848-1849.
Dle zákona z roku 1868 obdrželi Židé jako náboženské společenství v mnohých ohledech větší práva, než měly jiné nemaďarské národnosti v Uhersku, což vyvolalo mnohé negativní reakce. Tento vývoj završil zákon XLII z roku 1895, kterým uherský parlament v plném rozsahu zrovnoprávnil Židy s ostatními obyvateli země a dovršil tak proces otevření ghetta a zaručoval Židům plnou občanskou a náboženskou svobodu.

### 20. století a holokaust slovenských Židů
Zásadní zlom ve vývoji židovské menšiny na Slovensku, podobně jako v okolních zemích, přinesl nástup nacismu v Evropě. Na konci 30. let 20. století vláda Slovenského štátu poprvé omezila občanská práva Židů vládním nařízením č. 63/1939 Sl. z., přičemž pojem „Žid“ byl definován na náboženském, nikoli na rasovém základu. Nařízení také usměrnilo počet Židů v některých svobodných povoláních a omezilo uplatňování anebo vymáhání pohledávek prostřednictvím židovských advokátů Židů. Nařízením č. 150/1939 Sl. z. byla upravena vojenská povinnost Židů a byli přeřazení do zvláštních pracovních táborů.
29. února 1940 slovenský sněm schválil arizační zákon, který byl předtím projednán s představiteli Židovské úřadovny a byly zapracovány jejich připomínky (ti ho akceptovali jako menší zlo). Zákon nevstoupil v platnost, protože ho prozatím prezident Jozef Tiso odmítl podepsat. Zákon byl následně schválen 25. dubna 1940 (č. 113/1940). Podnik, který měl nejméně 51 % nežidovského kapitálu, nebyl považován za židovský. Práva Židů byla omezována i dalšími nařízeními. Nátlak Třetí říše se postupně stupňoval. Slovenská reprezentace nebyla vůči požadavkům nacistů jednotná, nicméně až do roku 1942 se jim více či méně ochotně podřizovala.
Na nedostatečně vstřícné řešení židovské otázky si nicméně Berlínu stěžoval přímo vyslanec Bernard ve své rozsáhlé správě „Německé připomínky vůči Slovensku“, která předcházela jednáním v Salcburku. Také pozdější zprávy německé vojenské zpravodajské služby potvrzovaly odmítaní účinného prosazování židovské otázky ze strany slovenského prezidenta, nicméně dne 9. září 1941 bylo slovenskou vládou schváleno vládní nařízení č. 198/1941 o právním postavením Židů (tzv. „židovský kodex“). Tento (proti)židovský kodex obsahoval 270 paragrafů a byl jedním z nejkrutějších protižidovských zákonů v Evropě. Ve velké míře převzal mnohé antisemitské normy, které na území Slovenska vycházely od roku 1940, inspirované a převzaté od tzv. Norimberských zákonů v Německu z roku 1935.
Kromě jiného byli nyní Židé ve věku 16–60 roků povinni vykonávat práci nařízenou ministerstvem vnitra. V reakci na to zřídila slovenská vláda na podzim 1941 koncentrační tábor v Seredi a posléze také podobné tábory v Novákoch a ve Vyhniach. Na začátku roku 1942 vznesla německá vláda požadavek na zásadní navýšení počtu dělníků o 20 000. Požadavek byl založen na mezistátních dohodách mezi Německem a Slovenskem. Po naléhání německé vlády slovenský velvyslanec navrhl, jestli by německá vláda na práce nepřijala slovenské Židy. Po souhlasu německé vlády bylo vystěhování 20. února 1942 schváleno také slovenskou vládou. Německá strana také původně požadovala zaplacení doplatku 500 říšských marek na ubytování, stravu a ošacení, nakolik nešlo o osoby zvyklé manuálně pracovat. Po vyjednávání s Němci zaplatila slovenská vláda příspěvek 8,6 mil. marek, a to odepsáním z těžce vymahatelného německého dluhu. Zákon o vystěhování Židů byl schválen 24. března 1942, čímž dala slovenská vláda souhlas k zahájení židovských transportů na nacisty okupované území Polska. První transport Židů ze Slovenska byl s požehnáním tamní vlády vypraven dne 25. března 1942.
Vedle toho byly některým hospodářsky důležitým Židům vystavovány prezidentem a jednotlivými ministerstvy výjimky a zvláštní legitimace, které je prozatím chránily před vysídlením. Na neúměrný počet výjimek si stěžoval Berlínu přímo německý vyslanec H. E. Ludin. Zároveň se začínaly šířit zvěsti o údajných likvidacích Židů na okupovaném polském území. Část slovenské vlády začala požadovat návštěvu slovenské komise, která by prověřila podmínky zachovávání mezistátní dohody o lidském zacházení s Židy v nacistických koncentračních táborech. Narůstaly také pochybnosti u části slovenské veřejnosti. Sílila i kritika západní diplomacie. Za těchto okolností Slovensko své židovské transporty na podzim roku 1942 zastavilo. Nicméně představitelé ilegální záchranné židovské Bratislavské pracovní skupiny (Gisi Fleischmannová a rabín Chaim Weissmandl) se domnívali, že důležitou příčinou zastavení transportů byly i jejich úplatky pro Hauptsturmführera SS Dietera Wislicenyho, který byl německým poradcem pro židovské otázky na Slovensku. Ten po válce tvrdil, že teprve v té době se s ohledem na požadované inspekce se mu Adolf Eichmann svěřil, že Židé jsou hromadně vyvražďováni. 
K obnovení židovských transportů došlo až po propuknutí, resp.  potlačení Slovenského národního povstání, když došlo k německé okupaci Slovenska. Celkový počet židovských obětí holokaustu na Slovensku je odhadován na přibližně 70 000 osob.

## Poválečné období
Největší z poválečných pogromů se odehrál v září 1945 v Topoľčanech. Pogrom začal protižidovskou demonstrací, příčinou byla nespokojenost občanů s postupem proti řeholním sestrám v místním klášteře, který byl označen za fašistické hnízdo. Demonstranti poranili 47 Židů. K protestujícím se připojili i někteří vojáci, kteří měli demonstraci potlačit.
Zásadní zlom v historii židovstva na Slovensku znemenala doba po Sametové revoluci, a konkrétně pak rok 1993, kdy došlo k rozvoji života komunity na Slovensku.
V současné době žije na Slovensku zhruba 6000 obyvatel židovského vyznání, zejména pak v Bratislavě. Většina je starších 70 let.[zdroj?]